# Jonathan Dibben
Jonathan Dibben (Southampton, 12 februari 1994) is een voormalig Engels wielrenner.

## Baanwielrennen

### Palmares
| Jaar     | BK                                           | EK                                          | WK                                | Overig   |
| Junioren | Junioren                                     | Junioren                                    | Junioren                          | Junioren |
| -------- | -------------------------------------------- | ------------------------------------------- | --------------------------------- | -------- |
| 2011     | Achtervolging, Puntenkoers                   | Achtervolging, Ploegenachtervolging         | Omnium                            |          |
| 2012     |                                              | Ploegenachtervolging, Achtervolging, Omnium | Omnium                            |          |
| Beloften |                                              |                                             |                                   |          |
| 2016     |                                              | Puntenkoers                                 |                                   |          |
| Elite    |                                              |                                             |                                   |          |
| 2011     | Achtervolging                                |                                             |                                   |          |
| 2012     | Achtervolging, Scratch, Ploegenachtervolging |                                             |                                   |          |
| 2013     |                                              |                                             |                                   |          |
| 2014     | Achtervolging                                | Ploegenachtervolging, Omnium                |                                   |          |
| 2015     | Scratch, Achtervolging                       | Ploegenachtervolging, Omnium                |                                   |          |
| 2016     |                                              |                                             | Puntenkoers, Ploegenachtervolging |          |

## Wegwielrennen

### Overwinningen
2012
3e etappe deel B Trofeo Karlsberg
2014
2e etappe deel A Triptyque des Monts et Châteaux
2016
3e etappe deel A Triptyque des Monts et Châteaux
2017
6e etappe Ronde van Californië
Eindklassement Hammer Sportzone Limburg

## Resultaten in voornaamste wedstrijden
| Jaar | Ronde van Italië | Ronde van Frankrijk | Ronde van Spanje |
| ---- | ---------------- | ------------------- | ---------------- |
| 2017 |                  |                     |                  |
| 2018 |                  |                     |                  |
| 2019 |                  |                     |                  |
| 2020 | 133e (laatste)   |                     |                  |

| Jaar | Ronde van Vlaanderen | Parijs-Roubaix | Gent-Wevelgem |  | WK op de weg |  | Wereldranglijsten |
| ---- | -------------------- | -------------- | ------------- |  | ------------ |  | ----------------- |
| 2017 | opgave               | buit.tijd      | opgave        |  | opgave       |  | 270e (UWT)        |
| 2018 |                      |                |               |  |              |  |                   |
| 2019 |                      |                |               |  |              |  |                   |
| 2020 |                      |                |               |  |              |  |                   |

## Ploegen
- 2015 –  Team Wiggins
- 2016 –  Team Wiggins
- 2016 –  Cannondale-Drapac Pro Cycling Team (stagiair vanaf 27-7)
- 2017 –  Team Sky
- 2018 –  Team Sky
- 2019 –  Madison-Genesis
- 2020 –  Lotto Soudal

van Baarle · Bauer · Bettiol · Bevin · Breschel · Brown · Cardoso · Clarke · Craddock · Dombrowski · Formolo · Gaimon · Howes · King · Koren · Langeveld · Marangoni · Moser · Mullen · Navardauskas · Rolland · Skjerping · Skujiņš · Slagter · Talansky · Urán · Villella · Wippert · Woods · Zepuntke · Dibben (stagiair)
Boswell · Deignan · Dibben · Doull · Elissonde · Froome · Geoghegan Hart · Gołaś · Seb. Henao · Ser. Henao · Intxausti · Kennaugh · Kiryjenka · Knees · Kwiatkowski · Landa · López · Moscon · Nieve · Poels · van Poppel · Puccio · Rosa · Rowe · Stannard · Thomas · Viviani · Wiśniowski
van Baarle · Basso · Bernal · Castroviejo · de la Cruz · Deignan · Dibben · Doull · Elissonde · Froome · Geoghegan Hart · Gołaś · Halvorsen · Seb. Henao · Ser. Henao · Intxausti · Kiryjenka · Knees · Kwiatkowski · Lawless · López · Moscon · Poels · Puccio · Rosa · Rowe · Sivakov · Stannard · Thomas · Wiśniowski
Armée · Cras · De Buyst · De Gendt · Degenkolb · Dewulf · Dibben · Ewan · Frison · Gilbert · Goossens · Hagen · Hansen · Holmes · Iversen · Kluge · Maes · Marczyński · Mertz · Oldani · Thijssen · Van der Sande · Van Goethem · Van Moer · Vanhoucke · Vermeersch (vanaf 1 juni) · Wallays · Wellens